# Mózsi Ferenc (zenepedagógus)
Mózsi Ferenc (Pozsony, 1924. május 3. – 2017) szlovákiai magyar irodalom- és zenepedagógus, zeneesztéta, pedagógiai szakíró. (Szlovák nyelvű kiadványokban František Mózsi, szerb-horvát nyelvűekben Ferenc Moži.)

## Élete
Érsekújváron érettségizett, majd Pozsonyban zene–képzőművészet, illetve magyar–történelem szakos végzettséget szerzett. Ezt követően Komáromban pedagógiai iskolai tanár, majd minisztériumi főhivatalnok Pozsonyban, később a pozsonyi Római Katolikus Hittudományi Kar filozófiai tanszékének vezetője, docense lett.
A neveléstudomány kandidátusa fokozatot 1973-ban szerezte meg.
Tankönyvek, módszertani kiadványok és segédkönyvek szerzője, összeállítója.
Főleg az irodalmi és művészeti nevelés, valamint az anyanyelvi oktatás, illetve a kétnyelvűség kérdéseivel foglalkozott.

## Művei
- A magyar-szlovák kulturális kapcsolatok kaleidoszkópja; Osvetovy ústav, Bratislava, 1952
- A zenei nevelés segédkönyve. Módszertani útmutató az alapfokú 9 éves iskolák 1-5. évf. tanítói számára; Pedagogické Nakladateľstvo, Bratislava, 1961
- Legyen a zene mindenkié! – A népdaltól a szimfóniáig, tan., 1961
- Bihari János emlékezete; Csehszlovákiai Politikai és Tudományos Ismereteket Terjesztő Társulat–Népművelési Intézet, Bratislava, 1964 (Előadói segédanyag)
- Nemzetiségi iskola – Irodalmi nevelés, Pozsony, 1973
- Az anyanyelv fejlesztése az óvodában, Pozsony, 1974
- A magyar-szlovák kulturális kapcsolatok kaleidoszkópja (Bertók Imrével), Pozsony, 1975
- Irodalmi szövegelemzések (Zsilka Tiborral), Pozsony, 1978
- Karének a pedagógiai középiskola 1-4. osztálya számára / Zborový spev pre 1.-4. ročník SPgŠ s vyučovacím jazykom mad'arským; SPN, Bratislava, 1992